# Catalina
Catalina là một xã thuộc hạt Covasna, România. Dân số thời điểm năm 2002 là 3550 người.